# Protectionnisme éducateur
Le protectionnisme éducateur est un concept d'économie inventé par l'économiste, d'origine prussienne, Friedrich List. Il consiste en une forme de protectionnisme visant à protéger une industrie nationale naissante afin qu'elle grandisse et devienne prospère avant de lui permettre de s'intégrer dans la concurrence internationale.

## Construction du concept

### Les influences française et américaine
Friedrich List est façonné intellectuellement par l'étude et la fréquentation des protectionnistes libéraux français, parmi lesquels Adolphe Thiers. Il défend ainsi un régime commercial à la fois libéral et protectionniste dans son ouvrage de 1827, Les Grandes lignes de l'économie politique américaine. L'auteur y défend une doctrine pragmatique à la fois de libre-échange et de protectionnisme, en se basant sur l'ouvrage de Jean-Antoine Chaptal, De l'industrie française (1819).
Les voyages de List aux États-Unis lui font découvrir l'application des idées françaises par Alexander Hamilton, qui s'oppose au principe d'un libre-échange total, et propose une doctrine de l'industrie naissante, selon laquelle il convient de protéger dans un premier temps les industries embryonnaires afin qu'elles puissent se développer avant de les faire se confronter à la concurrence internationale. Hamilton et List comprennent que sans protection, les économies d'échelles des industries sont au début faibles, voire insuffisantes pour assurer un retour sur investissement ; aussi, qu'il existe un temps de latence entre le lancement d'une industrie et la formation d'une main d’œuvre optimalement qualifiée.

## Définir l'industrie naissante
Les industries naissantes sont identifiées comme celles qui ne sont pas capables à l'origine de faire face à leurs concurrentes étrangères, du fait de leur manque d'expérience et de savoir-faire, mais qui le seraient à long terme, une fois ce savoir-faire acquis. Le protectionnisme éducateur recommande la mise en place de barrières douanières temporaires afin de permettre à ces industries d'avoir le temps de grandir.
L'enjeu réside donc dans la mise en place d'un « protectionnisme transitoire » pour permettre aux entreprises nationales dans l'enfance de rattraper un retard en matière d'économies d'échelle, de productivité, et donc de compétitivité-prix et hors-prix, par rapport aux entreprises étrangères: c'est la construction d'un avantage comparatif et donc de la spécialisation qui est en jeu ; il s'agit aussi d'orienter les choix des consommateurs vers les entreprises nationales. Ce protectionnisme affecte donc à la fois l'offre et la demande.

### Une réflexion historique sur l'économie
Le concept de protectionnisme éducateur est utilisé par List dans le cadre de sa pensée sur l'histoire de l'économie et des nations. L'auteur soutient que toute nation passe par quatre étapes ; la première est pastorale, la deuxième est agricole, la troisième voit l'agriculture et la manufacture s'unir, et la quatrième, enfin, voit l'agriculture, la manufacture et le commerce être combinés et coexister.
Le passage de ces étapes est, pour List, de la responsabilité de l'État, qui doit créer les conditions nécessaires à ce progrès en utilisant son pouvoir normatif. Chaque pays doit ainsi être d'abord ouvert au libre échange, qui stimule le secteur agricole, permet d'importer des produits manufacturés et d'exporter des matières premières. Lorsque le pays devient assez moderne pour se lancer dans la manufacture de ses propres biens, alors l'État doit mettre en place le protectionnisme éducateur pour protéger ses industries naissantes de la rude concurrence internationale, le temps que ces dites industries se développent et deviennent solides. Lorsque cela est fait, le libre-échange doit à nouveau devenir la règle, et les nations doivent converger vers une union industrielle universelle.
List écrit ainsi, dans son Système national d'économie politique (1841) que « le système de protection (le protectionnisme), en tant qu'il est le seul moyen de placer les nations qui sont très en retard sur un pied d'égalité avec les nations les plus avancées, apparaît être le moyen le plus efficace de faire progresser la grande union des nations, et ainsi de promouvoir in fine un libre-échange véritable ». Ce qu'une nation perd lors de la phase protectionniste est regagné sur le long terme une fois la phase passée.

## Application du concept

### Une politique au maniement délicat
List considère que les États mettant en place le protectionnisme éducateur ne doivent pas tomber dans certaines erreurs. Le protectionnisme éducateur n'est efficace que s'il est ciblé, sur une partie de l'économie et non sur toute l'économie, et qu'il est temporaire. Aussi, les entreprises et les États doivent continuer, même après la libéralisation de l'industrie en question, de s'assurer que les avantages compétitifs acquis perdurent et ne disparaissent pas.

### Une politique publique des pays émergents
Le territoire recouvrant aujourd'hui celui de l'Allemagne est constitué, au XIXe siècle et jusqu'à l'unification allemande de 1871, de la Prusse et d'un grand nombre de petits États, souvent économiquement « arriérés ». Le protectionnisme éducateur de List est alors mis en place par ces États dans un but économique ainsi que d'intégration politique. L'Allemagne unifiée réussit ainsi à préserver des industries naissantes et à devenir une puissance industrielle de premier plan à la fin du siècle, conformément à la théorie de « l'écart relatif » d'Alexander Gerschenkron.
La même doctrine a de même largement justifié la stratégie protectionniste américaine (en), largement utilisée par les États-Unis avant la Seconde Guerre mondiale.
Plus généralement, les pays à industrialisation tardive, comme la Russie et le Japon, ont adopté la même stratégie. Cette doctrine influence aussi les politiques d'industrialisation suivies par certains pays en développement.

## Critiques

### Un postulat de la récupération du retard non démontré
La théorie du protectionnisme éducateur postule la possibilité de récupération de son retard initial par les industries naissantes via une protection de la compétition. Or, la récupération du retard par la protection n'est pas garantie. De plus, le prix du coût du bien non soumis à la compétition étant généralement plus élevé que celui du bien soumis à la compétition, le surcoût réduit la propension du consommateur à le sélectionner.
Certains économistes remarquent que si le protectionnisme éducateur a été utile à certains pays en phase de rattrapage économique, la réussite de la politique de protectionnisme éducateur n'est pas systématique. Ainsi, le protectionnisme a été très néfaste à l'Amérique latine dans les années 1930.

### Une insuffisance explicative
Certains économistes considèrent le protectionnisme éducateur comme insuffisant pour expliquer le développement de certains États qui l'ont pratiqué, ou même que ce protectionnisme a été nocif pour ces pays. Ainsi, l'impact du protectionnisme éducateur sur la croissance aux États-Unis au XIXe siècle aurait été négatif. La croissance du pays était alors tirée principalement par une accumulation de capital dans un nombre restreint de secteurs qui produisaient des biens non échangeables internationalement (comme le secteur du bâtiment ou des chemins de fer). Pour Douglas Irwin, le protectionnisme a été nuisible à la croissance nord-américaine en ce qu'elle a augmenté le prix des équipements importables nécessaires au développement (machines-outils, engins à vapeur) ; les droits de douane, parmi les plus élevés de la planète à l'économie, ont compris l'investissement étranger sur le sol américain et réduit l'accumulation du capital. Or, selon Bradford DeLong, « les effets nocifs des droits de douane sur l'investissement étaient extrêmement importants pour la croissance du XIXe siècle. Sur le long terme, une réduction de la part de l'investissement réel dans le produit national de 2 à 4 % entraine une réduction du ratio capital-produit de 10 à 20 % – et une réduction de la productivité et du salaire réel de 5 % ou plus ».

### Une absence de preuves empiriques
Les économistes remarquent une relative rareté de phénomènes de croissance de secteurs particuliers dus à une politique de protectionnisme éducateur. Le cas de la Turquie des années 1960 est ainsi remarquable : le gouvernement turc décide une mise en place de politique d'industrialisation par substitution aux importations pour de nombreuses industries (outillages non électriques, papier) et vote des droits de douane élevés dans certaines branches. La logique du protectionnisme éducateur aurait voulu qu'une croissance rapide de la productivité relative de ces industries à l'abri de la concurrence internationale émerge, ce qui ne fut pas le cas. Les économistes Krueger et Tuncer concluent pour leur part qu'« il n'y a pas eu de tendance systématique à la croissance plus forte du ratio output/input pour les industries ou les firmes protégées que pour les industries ou les firmes non protégées ».